# Afrolixa macula
Afrolixa macula là một loài ruồi trong họ Tachinidae.